# المعطي الجامعي
المعطي الجامعي من رجالات المخزن المغربي أواخر القرن التاسع عشر، تولى منصب الصدر الأعظم بعد تدهور صحة أخيه محمد بن العربي الجامعي خلال فترة حكم السلطان الحسن الاول، واستغل قصر أخيه دار الجامعي بمكناس، حتى وفاة السلطان وتولي المولى عبد العزيز للعرش، ونهاية آل الجامعي في السجن بسبب الصدر الأعظم الجديد با حماد.

## مسيرته
والده هو العربي بن المختار بن عبد المالك الجامعي، الذي كان أحد وزراء السلطان مولاي عبد الرحمن. وكانت  لالة الطام الجامعية، زوجة السلطان محمد الرابع وأم الحسن الأول، سببا في صعود أخوها المعطي الجامعي، كونه خال السلطان الحسن الأول بن محمدجعله يتقلد ويتناوب على أعلى مناصب الإيالة الشريفة مع إخوته، محمد بن العربي الجامعي ومحمد الصغير الجامعي.
انتقل منصب الصدر الأعظم، بعد اعتلال صحة محمد الجامعي، إلى أخوه المعطي، الأمر الذي أثار غضب أبا احماد، الذي اعتبر الوافد الجديد غير أهل للمسؤولية التي كلف بها.
كانت وفاة الحسن الأول بداية الصراع العلني بين البخاريين، الذين يتحدر منهم بَّا احماد، وآل الجامعي، التي يتحدر منها المعطي الجامعي. كان المعطي وأخوه محمد الصغير وصهرهم العربي الزبدي مع تولية الابن البكر للحسن الأول، مولاي امْحمد، بينما با حماد رشح تنصيب أصغر أبناء السلطان، المولى عبد العزيز. أبدى أولاد الجامعي معارضتهم لابا احماد ولتولية مولاي عبد العزيز، لكن دهاء أبا حماد فرض عليهم قبول الأمر الواقع والتوقف عن الدعوة إلى تنصيب مولاي امْحمد.
بعد حفل الولاء والبيعة في الرباط، انتظر آل الجامعي مغادرة مولاي عبد العزيز، وكان من المفروض أن تحط الرحلة السلطانية الرحال أولا في فاس، لحشد أنصارهم من أعيان وفقهاء وأفراد العائلة المالكة لتنظيم «انقلاب» ضد با حماد. لكن با حماد استشعر الخطر ومر الموكب العزيزي بمكناس أولا، حيث تتواجد عصبية آل البخاري لتنصره ضد خصومه. ولعب باشا مكناس دورا حاسما في إنجاح هذه الخطة، الذي خرج على رأس وفد ملتمسا من مولاي عبد العزيز تشريف مدينته. وجود السلطان بمكناس يعني اجبار آل الجامعي الانتقال إلى العاصمة الإسماعيلية والمثول في معقل البخاريين.
انعقد مجلس الصباح الاعتيادي للوزراء، ودخل الصدر الأعظم المعطي الجامعي إلى ساحة القصر، محاطا بحاشيته وأُذِن له بمقابلة السلطان، ويروي المراسل الصحفي والتر بيرتون هاريس ما جرى:
| المعطي الجامعي | «حين دخل الحاج المعطي، وجد مولاي عبد العزيز بمعية أبا حماد بمفرده، انحنى وانتظر أن يعطيه السلطان الكلمة. طرح عليه مولاي عبد العزيز سؤالا بنبرة ملؤها الجفاء. لم يعتبر جواب الحاج المعطي مقنعا، فانطلق أبا حماد في إطلاق سيل من الانتقادات ضد الصدر الأعظم، متهما إياه بالخيانة والبخل والابتزاز واقتراف جرائم سياسية. وفجأة، توسل للسلطان أن يأمر باعتقاله. فطأطأ مولاي عبد العزيز رأسه في إشارة إلى موافقته على طلب حاجبه». | المعطي الجامعي |

وحسب رواية بوشتى بوعسرية، أنه عند دخول الصدر الأعظم المعطي على السلطان في قصره بمكناس يحمل الظهائر السلطانية للتوقيع عليها، أمره بتقديمها إلى با حماد، فامتنع عن القيام بهذه المهمة التي اعتبرها إهانة له، فأعطى السلطان تعليماته لقائد المشور إدريس بن العلام البخاري، لإبلاغ المعطي بإعفاءه من وظيفته ولزوم داره.

ويروي والتر هاريس  ما وقع بعد لحظات قليلة من خروج المعطي الجامعي من مقابلة السلطان: 
| المعطي الجامعي | «حتى كان رجل يمرغ في تراب ساحة القصر، رجل مثير للشفقة تغمر عينيه الدموع، رجل تسخر منه وتستهزئ به الجموع التي كانت، قبل هنيهة، تنحني لتحيته حتى تطأ جباهها الأرض». «كانت ثيابه ممزقة بسبب غلظة الجنود وعمامته قد انزاحت عن مكانها الطبيعي، وحين اجتاز باب القصر السري مجرورا من طرف العساكر، نزع الحارس «رزته» البيضاء الرائعة، وضعها الحارس فوق رأسه، وعلى رأس الصدر الأعظم وضع «شاشيته» المتسخة، فحيَّت قهقهة مدوية فعلته». | المعطي الجامعي |

اعتقل المعطي الجامعي وشقيقه محمد الصغير وتم إرسالهم إلى سجن تطوان. توفي المعطي بعد ثلاثة سنوات، ولم يستطع باشا تطوان أن يتخذ قرار دفن المعطي الجامعي، بل بقي ينتظر الأوامر من القصر، بعد أن أرسل رسولا إلى فاس، استغرق وصول الجواب 11 يوما. حين جاء الرد بدفن المعطي الجامعي، كانت جثته قد تحللت، وبقي شقيقه محمد الصغير في السجن لمدة 14 سنة.